# Безстеблик трикутний
Безстеблик трикутний (Acaulon triquetrum) — вид мохів порядку потіальних (Pottiales).

## Поширення
Батьківщиною є Європа, Африка, Північна Америка, Азія, Австралія.
Населяє ґрунт, пісок, глину, старі поля, пасовища, узбіччя, тимчасово зволожені ділянки; від низьких до помірних висот.

## Характеристика
Рослини тригранні, ≈ 1 мм. Стеблові листки гостроконечні, кілюваті. Коробочкові ніжки завдовжки з діаметр коробочки. Спори дрібнососочкові, 25–30(40) мкм. Коробочки дозрівають пізно восени — навесні.